# Saint-Brieuc
Saint-Brieuc (bretó Sant Brieg, gal·ló Saent-Berioec) és un municipi francès situat al departament de Costes del Nord i a la regió de Bretanya. L'any 1999 tenia 46.087 habitants.
Hi ha indústries tèxtils, del calçat i de la fusta, així com construccions mecàniques. També és un actiu port comercial.

## Demografia
| 1962                | 1968   | 1975   | 1982   | 1990   | 1999   |
| ------------------- | ------ | ------ | ------ | ------ | ------ |
| 43.142              | 50.281 | 52.559 | 48.563 | 44.752 | 46.087 |
| Dades des del 1962: |        |        |        |        |        |

## Alcaldes
| Període                                   | Identitat      | Partit | Qualitat            |
| ----------------------------------------- | -------------- | ------ | ------------------- |
| març 2001                                 | Bruno Joncour  | UDF    | Conseiller régional |
| març 1983                                 | Claude Saunier | PS     |                     |
| març 1965                                 | Yves Le Foll   | PSU    |                     |
| 1962                                      | Antoine Mazier | SFIO   |                     |
| març 1959                                 | Raoul Poupard  | MRP    |                     |
| Les dades anteriors no són pas conegudes. |                |        |                     |

## Història
Segons Claudi Ptolemeu és la terra dels Biducesi.
Era bisbat ja el 848, a partir d'un monestir fundat al segle v. Hi ha una catedral gòtica.

## Personatges de la ciutat
- Alfred Jarry,
- Louis Auguste Harel de la Noë, enginyer
- Berthe Sylva ?, cantant
- Patrick Le Lay,
- Bernard Hinault, ciclista
- Patrice Carteron, futbolista
- Sébastien Hinault (1974 –), ciclista
- Auguste Villiers de L'Isle-Adam, literat (1840-1889)
- Émile Durand (1830-1903) compositor musical